# Deens
Het Deens (dansk) is een Noord-Germaanse taal met ongeveer 5,5 miljoen sprekers. Het is de taal van vrijwel alle Denen en de enige officiële taal van Denemarken. In de Deense gebiedsdelen de Faeröer en Groenland is het slechts de taal van een kleine groep, die echter wel, naast de volkstaal, officiële status geniet. Het Deens dat op de Faeröer gesproken wordt, wordt ook wel Gøtudanskt ("Straatdeens") genoemd. Ook in het Duitse Sleeswijk-Holstein woont een aanzienlijke Deense minderheid; daar heeft de taal een officiële status als minderheidstaal.
Het Deens wordt geschreven met het Deens-Noors alfabet, met na de Z de drie letters Æ, Ø en Å. De letters Q, W, X en Z worden nauwelijks gebruikt. Deze letters komen in de regel alleen voor in leenwoorden, zoals de woorden "weekend" en "sex".

## Oorsprong en plaatsbepaling
De scheiding tussen de Noord-Germaanse talen, de West-Germaanse talen en de Oost-Germaanse talen heeft waarschijnlijk al vóór de Grote Volksverhuizing plaatsgevonden. Waar de West-Germaanse dialecten evenwel al snel uitwaaierden in steeds moeilijker onderling te begrijpen talen, bleven de Noord-Germaanse talen lang in één taal bij elkaar; deze taal kent men als Oudnoords.
Er viel binnen dit Oudnoords een duidelijke scheiding te maken tussen het Oudwestnoords en het Oudoostnoords. Tot de westelijke groep behoren de voorlopers van het Noors, Faeröers en IJslands; het latere Deens en het Zweeds vormden de oostelijke groep. In de loop van de eeuwen kristalliseerden de dialecten uit tot de huidige Scandinavische schrijftalen. Het is echter wel zo dat door de continue onderlinge bemoeienis en betrokkenheid van de Scandinavische landen de talen zich in tandem ontwikkelden; de ene vernieuwing werd al gauw in de andere taal geïntroduceerd (zie ook hieronder bij invloeden). Zodoende zijn het Deens, Noors en Zweeds onderling redelijk goed verstaanbaar en is er sprake van een dialectcontinuüm.
Het Deens kent tamelijk beperkte dialectische variatie; die dialecten staan dan ook nog eens onder druk door de dominantie van het Rijksdeens, het Standaarddeens. Er zijn vooral de verschillen tussen het Jutlands enerzijds en het Eiland-Deens anderzijds. De Deense standaardtaal is gebaseerd op het Eiland-Deens; uiteraard omdat dit ook in het regeringscentrum Kopenhagen gesproken wordt. Aan een spreker van het Rijksdeens kan niet achterhaald worden waar zijn afkomst ligt aangezien het Rijksdeens in het gehele land gesproken wordt. Opmerkelijk is het Zuid-Jutlands, dat met Duitse en (Noord-)Friese woorden en klanken beïnvloed is.
Vooral het Bornholmse dialect van het eiland Bornholm in de Oostzee, wijkt aanzienlijk van de Deense standaardtaal af. Sterk verwant aan het dialect van Bornholm is het Skåns, dat in het Zuid-Zweedse Skåne wordt gesproken, een regio die vanouds door Denen bewoond werd. Men probeert middels lokale tv in programma's als Sprogblomster (Taalbloempjes) het Bornholms levendig te houden, maar met de vele landgenoten die naar Bornholm verhuizen, lijkt de taal te verdwijnen. Jongeren hebben de dialecten niet geleerd.

## Kenmerken
Zoals het Noors en het Zweeds kent het Deens aanhechting van het bepaald lidwoord, unificatie in de vervoeging van werkwoorden (tegenwoordige tijd: alle personen op -(e)r, verleden tijd, zwakke verbuiging: alle personen op -ede of -te) en een meervoud op -(e)r. Ook de meeste in de andere Scandinavische talen merkbare klankprocessen hebben in het Deens plaatsgevonden. De taal heeft met het Zweeds, het Noord-Nederlands en het Fries gemeen dat er slechts twee woordgeslachten bestaan: geslachtelijk ofwel "zijdig" en ongeslachtelijk ofwel onzijdig. Opmerkelijk is dat de lettergrepen van een Deens woord geen toonhoogteverschillen ("pitch accents") kennen; het Deens mist dus de "zangerige" intonatie waardoor het Zweeds en Noors bepaalde kenmerken van toontalen bezitten. In plaats daarvan kent het Deens de zogenaamde glottisslag, in het Deens stød genoemd. Bij glottisslag is er meestal sprake van een volledige sluiting van de stembanden, maar bij de Deense stød gebeurt dit alleen in het extreemste geval. Meestal is de stød een gedeeltelijke afsluiting van de stembanden, of slechts een kleine onregelmatigheid of een kraak in de stem. Voor het uitspreken van stød is er eerst een stødbasis nodig. In de standaardtaal wordt alleen een stød uitgesproken na 1: een lange vocaal, of 2: op een stemhebbende consonant. Ook speelt de klemtoon een rol. Glottisslag is zeldzaam in de fonologie van de Indo-Europese talen.

## Invloeden naar binnen
Denemarken heeft in het verleden sterk onder invloed gestaan van de gebieden die nu Duitsland zijn. Hierdoor zijn een groot aantal Duitse woorden in het Deens terecht zijn gekomen, maar ook veel Nedersaksische/Nederduitse (Middelnederduitse) woorden. De invloed van het Middelnederduits begon in de tijd van de Hanze omdat de werktaal van dit handelsverband Middelnederduits was. Handelaren, ambachtslieden en invloedrijke personen vestigden zich in kolonies in Scandinavië. Van de 500 vaakst gebruikte woorden in het Deens zijn 100 leenwoorden uit het Middelnederduits. In standaardteksten van hedendaags Deens is 16-17% van de woordenschat een leenwoord uit het Middelnederduits. Circa 25% van de totale woordenschat van het Deens, Zweeds en Noors is van Middelnederduitse herkomst. Andere schattingen gaan tot 30% of zelfs 55 tot 60%. Na het teruglopen van de Hanze nam de invloed van het Duits toe, vooral na 1550. Ook het Nederlands, de taal van een belangrijke handelspartner op zee, heeft er invloed op uitgeoefend, onder meer als doorgeefluik voor Franse woorden uit de hoofse cultuur. Zo worden (volgens professor L.L. Hammerich) de woorden fløjl ("fluweel"), juvel ("juweel") en danse ("dansen") aan het Nederlands toegeschreven. Later zou deze taal onder meer de woorden borgmester ("burgemeester") en skomager ("schoenmaker") aan het Deens hebben geleend. Moderne etymologische woordenboeken van het Deens bevestigen alleen het woord "juvel". De andere voorbeelden worden aan het Frans en het Nederduits toegeschreven. Wellicht heeft dit ermee te maken dat het moeilijk is een grens te trekken tussen het Nederlands en het Nederduits. Een aantal woorden (en samenstellingen) waarvan het wel bijna zeker is dat ze uit het Nederlands komen zijn: radise (radijs), blomkål (bloemkool), matros (matroos), rijsttafel, spygat (spuigat), jagt, krydse (kruisen), fokkemast en schoutbynacht. Veel van deze woorden heeft het Nederlands op zijn beurt weer geleend van het Frans, Latijn, Spaans en Indonesisch. De jongste leenwoorden uit het Nederlands heeft het Deens indirect via het Engels geleend. Enkele voorbeelden zijn: boom, golf, mart, brandy en cookie. Ook het Fries, en dan met name het Noord-Fries, heeft een invloed gehad op het Deens. Deze invloed is het grootst in het Zuid-Juts. Ten slotte heeft het Engels, en dan met name uit de Verenigde Staten, sinds de Tweede Wereldoorlog een grote invloed op het Deens. Voorbeelden van Engelse leenwoorden zijn: computer, modem, kidnappe en interview.

## Invloeden naar buiten
Het Deens oefende ook weer invloed uit op andere talen. Allereerst op de talen aan de grens met het Deense-taalgebied: het Nedersaksisch van Sleeswijk-Holstein en het Noord-Fries hebben een sterke lexicale inslag van het Deens. Petuh, het dialect van Flensburg is gedeeltelijk op de grammatica van het Deens gebaseerd. In de Nederlanden vindt men ook Deense invloed terug. Met name de dialecten van de Waddeneilanden dragen duidelijk sporen van Deense invloed. Ook op het vasteland, in het Westerlauwers Fries en het Gronings, is er iets van de Deense woordenschat doorgedrongen, al wordt deze invloed vaak overdreven. Aanzienlijke invloed oefent het Deens uit op het Faeröers en het Groenlands.

## Verhouding Deens-Noors
Verreweg de sterkste invloed evenwel had het Deens op het Noors. Noorwegen was tot de vroege negentiende eeuw in personele unie met Denemarken verenigd, en de stedelijke centra in het zuiden van dit land, met name Oslo, raakten door de eeuwen heen in hoge mate verdeenst. Het omringende platteland volgde later. De invloed van het Deens op het Noors is nog steeds zichtbaar. Noorwegen heeft twee schrijftalen. Het Bokmål dat op het Deens gebaseerd is ziet er aanmerkelijk Deenser uit dan het Nynorsk dat op Noorse dialecten gebaseerd is. Het ouderwetse Riksmål, de taal waarin onder meer het literaire werk van Bjørnstjerne Bjørnson geschreven is, is zelfs weinig meer dan Deens door een Noorse mond.

## Lijst van Deense dialecten
Dit is een lijst van dialecten, opgesplitst per streek.
| Jutland, Anholt en de Deense Waddeneilanden. - Jutlands - Noord-Jutlands - Noord-West-Jutlands - Noord-Oost-Jutlands - Mid-West-Jutlands - Mid-Oost-Jutlands - Djurs - West-Jutlands - Oost-Jutlands - Zuid-Jutlands - Zuid-West-Jutlands - Zuid-Oost-Jutlands | Funen en Zuid-Funense eilanden. - West-Funens - Oost-Funens - Tåsingens - Ærøs Lolland-Falster - Lollands - Falsters | Zeelands - Zuid-Zeelands - Zuid-West-Zeelands - Noord-West-Zeelands - Noord-Zeelands Groot-Kopenhagen - Amagers - Kopenhagens Bornholm - Bornholms |